# Adam Shankman
Adam Shankman (Los Angeles, 27 november 1964) is een Amerikaans filmregisseur, producent, danser, auteur, acteur en choreograaf. 
Shankman studeerde aan de Palisades Charter High School in Los Angeles en de Juilliard School in New York.
Hij begon zijn professionele carrière in het muziektheater en was danser in muziekvideo's voor Paula Abdul en Janet Jackson. Hij was een vast jurylid in twee seizoenen van de Amerikaanse versie van So You Think You Can Dance. 
Shankman heeft ook in tientallen films de choreografie uitgewerkt. Tevens is Shankman een regisseur van langspeelfilms, waaronder The Wedding Planner, A Walk to Remember, Bringing Down the House, The Pacifier, de remake van Hairspray uit 2007 en What Men Want.
De productiefirma Offspring Entertainment (waarvan hij samen met zijn zus eigenaar is) produceert films en televisie voor verschillende studio's en netwerken.  Voorbeelden van langspeelfilms van Offspring Entertainment zijn Step Up, 17 Again en The Last Song.

## Werk als filmregisseur
- 2001: The Wedding Planner
- 2002: A Walk to Remember
- 2003: Bringing Down the House
- 2005: The Pacifier
- 2005: Cheaper by the Dozen 2
- 2007: Hairspray
- 2008: Bedtime Stories
- 2012: Rock of Ages
- 2019: What Men Want
- 2022: Disenchanted